# Ernest Roze
Ernest Henri Roze, (n. 14 iunie 1833, Paris – d. 25 mai 1900, Chatou (Yvelines), înmormântat la Paris), a fost un funcționar înalt în Ministerul de Finanțe ale Franței și un poet, dar în primul rând un botanist, briolog, fitopatolog, micolog și desenator francez. Abrevierea numelui său în cărți științifice este Roze.

## Biografie
Ernest a fost fiul arhitectului Jules Henri Roze și a soției sale Anne Aimée, născută Huet. A intrat în administrația centrală a Ministerului Finanțelor în 1855 ca supranumerar, preluat fix un an mai târziu ca înregistrator și a fost promovat succesiv: la 1 iunie 1873, șef asistent de birou și la 1 ianuarie 1876 șef de birou. În această calitate a fost decorat  drept cavaler al  Legiunii de onoare pe 14 ianuarie 1879. Tot în 1855, tânărul Ernest a publicat un volum de poeme, anume Fleurs de printemps : Premières poésies.
Dar Roze a fost în primul rând un botanist neobosit care s-a dedicat acestei materii ca „amator” în paralel cu cariera sa administrativă. în ciuda condițiilor foarte nefavorabile, atașat de o administrare foarte absorbantă de timp, și și-a petrecut toată viața în puținul timp liber ce i-au lăsat îndatoririle oficiale în activitatea de cercetare pe cele mai dificile și variate subiecte ale botanicii. În timpul activității sale de peste 40 de ani a descris multe specii de alge, ciuperci, licheni și mușchi. Specia Suillus variegatus este până în prezent (2020) numele curent. 
S-a alăturat Societății botanice din Franța (Société botanique de France) în 1860 și a ocupat acolo diferite funcții: membru al consiliului de administrație în 1862, 1877, 1882, 1886, 1888, vice-secretar, în 1865, secretar, în 1858-1870, de patru ori vicepreședinte, 1870, 1870, 1881, 1897; prim-vicepreședinte 1889-1890 și președinte în 1891.
În 1863, a publicat, împreună cu eminentul său coleg Émile Bescherelle, un exsicat al briofitelor florei pariziene. Nu și-a risipit timpul în părțile descriptive și sistematice, renunțând la ele, unde atunci colaboratorul său s-a așezat în prim plan, preferând cercetările dificile microscopice referitoare la organele de fertilizare ale criptogamelor superioare. Apoi, în 1866, a publicat un articol despre Spermatozoidul (gametul masculin din anumite plante ale încrengăturii Bryophyta) în Annales des Sciences Naturelles Botanique. El și-a atins acest obiectiv, pe de o parte, prin recoltă sau prin culturi metodice și succesive ale încrengăturii Bryophyta (Marchantiophyta, Sphagnum) și, pe de altă parte, în principal prin însămânțare și dezvoltarea de criptogame superioare, astfel licheni (Equisetum și Marsileaceae, un lichen acvatic, mai târziu și cu familia hetero-sporă a Salviniaceae lor). Această muncă pacientă de cultură a fost efectuată într-o seră micuță în grădina sa din Rue de Vaugirard. Pentru această lucrare, a fost onorat cu Premiul Desmazières al Academia Franceze de Științe. 
A fost, de asemenea, membru al societății micologice Société mycologique de France. Din 1870 s-a înscris și a studiat la École pratique des hautes études, section des sciences naturelles, o instituție pentru studii avansate la Paris, dar nu o universitate în sens clasic.

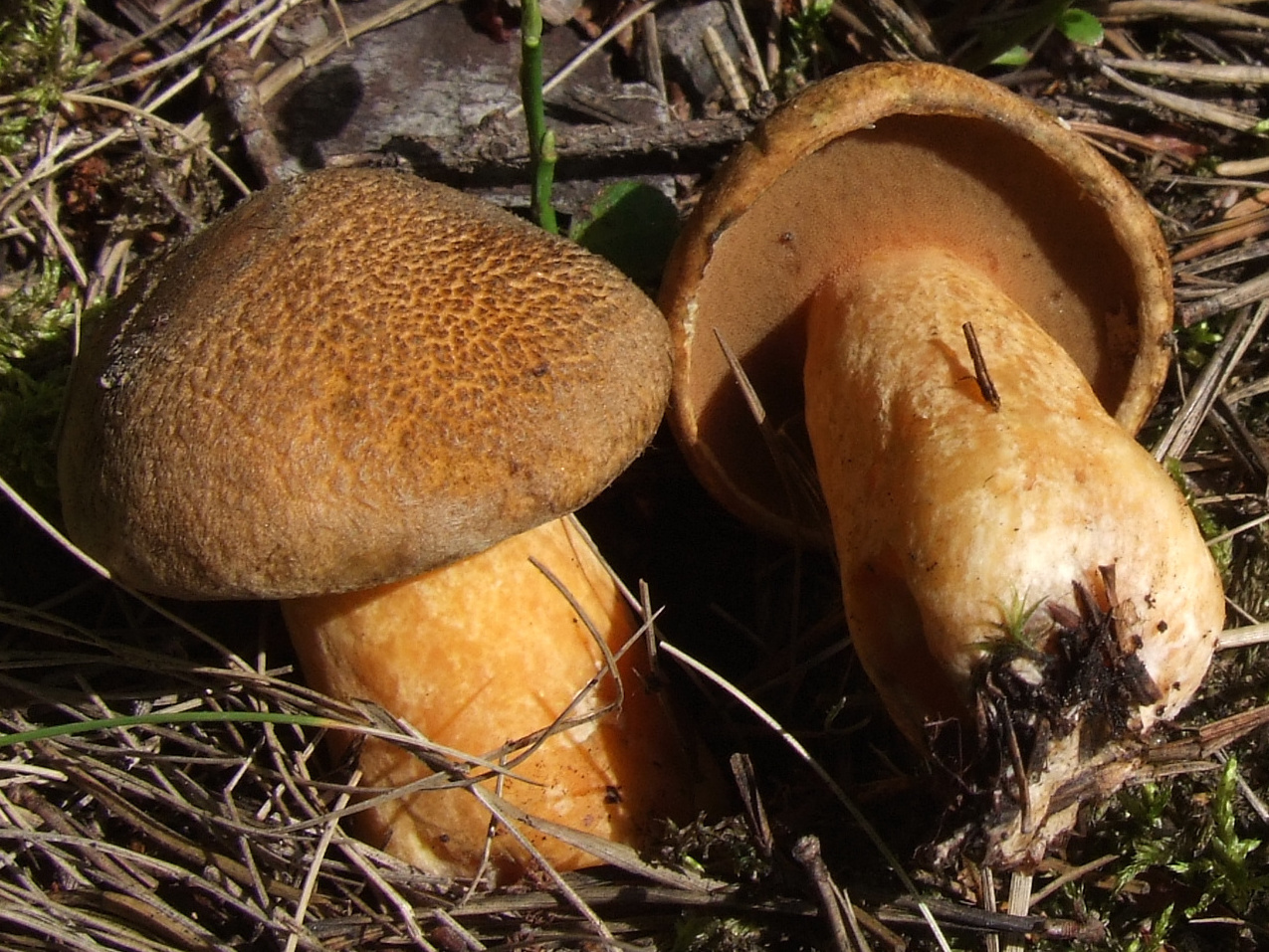
Suillus variegatus

În 1872 a hotărât să se ocupe și studieze Regnul Fungi împreună cu prietenul său Maxime Cornu. Publicarea operei Hymenomycetes Europaei, sive Epicriseos systematis mycologici de către Elias Magnus Fries (Bureți cu pălărie Hymenomycetidae ai Europei) insa 1874, le-a dat, ca și tuturor micologi din toată Europa, un impuls considerabil. Roze a dezvoltat legături strânse cu micologii regiunii, ca de exemplu cu Émile Boudier și puțin mai târziu cu Charles Richon, elevii lui Joseph Henri Léveillé, cu Jules de Seynes și în sfârșit cu Lucien Quélet. Rezultatul a fost publicarea unei din cele mai importante cărți micologice din Franța, cunoscută până în prezent, anume Atlas des champignons comestibles et vénéneux de la France et des pays circonvoisins din 1888, cu 79 de plăci colorate, create de Charles Richon și Charles Rolet.
Dar principalele sale cercetări s-au concentrat pe cartoful, unde a studiat diverse boli de origine obscură și cauzate de tuberculi de către organisme bacteriene extrem de mici. Rezultatul a fost probabil cea mai prestigioasă publicație a lui Roze, anume marea și completa monografie a acestei plante alimentare, Histoire de la pomme de terre traitée aux points de vue historique, biologique, pathologique, cultural et utilitaire din 1898 cu multe ilustrații și figuri, reeditată de mai multe ori și tradusă în mai multe limbi, în care s-a ocupat cu istoria cartofului din punct de vedere istoric, biologic, patologic, cultural și utilitar.
Această lucrare magistrală a fost laureată de mai multe societăți învățate, în special de Académie des Sciences și al Société Nationale d’Agriculture, care l-au numit membru corespondent al comitetului, fiind onorat cu Ordre du Mérite agricole.
S-a retras în 1894 cu titlul de director onorific adjunct din Ministerul Finanțelor, refuzând propunerea ministrul său de supraveghere, Auguste Burdeau (1851-1894) de a fi onorat cu Crucea de ofițer al Legiunii de Onoare din modestie. 
În urma unui atac violent de gripă s-a stins din viată pe 25 mai 1900 la Chatou. La înmormântarea domnului Roze, al cărui trup fusese transportat de la Chatou la Paris, s-au rostit două necrologuri. Primul, de către prietenului său Maxime Cornu, botanist, micolog și profesor pentru agricultură, în numele Societății Botanice din Franța, 
al doilea, de Jules de Seynes, profesor universitar la Universitatea din Paris, medic, botanist și micolog, în numele Societății Micologice din Franța drept acestei președinte.
Pentru biografie:

## Specii dedicate lui Roze
În onoarea micologului au fost denumite mai multe genuri și specii de ciuperci:
| - Rozellopsidales, ordin, M.W.Dick 2001) - Rozellopsidaceae, familie, M.W.Dick (1995) - Rozella, gen, Cornu (1872), Protozoa - Rozellopsis, gen, (Karling) Cejp (1959), Rozellopsidaceae - Rozia, gen, Cornu (1872), azi Rozella, Protozoa - Rozites, gen, în prezent Cortinarius | - Cortinarius rozites Gasparini (2008), Cortinariaceae - Entoloma rozei Quél. (1878), Entolomataceae - Leucoscypha rozei Boud. (1885), în prezent Melastiza rozei, Pyronemataceae - Orbilia rozei Quél. (1881), în prezent Hymenoscyphus rozei (Helotiaceae) - Peziza rozei Quél. (1879), Pezizaceae | - Phoma rozziana Etayo (2008), o anamorfă de Didymella, Ascomycota - Reticularia rozeana Rostaf. (1876), Tubiferaceae - Rozites caperata (Pers.) P.Karst. (1879) până în 2002, în prezent Cortinarius caperatus - Rozites metallica E.Horak et al. (1994), în prezent Cortinarius metallicus, E.Horak, M.M.Moser (2002) - Rozites spectabilis (Weinm.) Singer |

## Onoruri
- Premiul Desmazières al Academiei Franceze de Științe (1866)
- Cavaler alLegiunii de onoare (1879)
- Ordre du Mérite agricole (1898)

## Societăți
- Société botanique de France, 1860, președinte în 1891
- Société mycologique de France (1870)
- Membru corespondent al Academiei Franceze de Științe (1898)
- Membru al Société Nationale d’Agriculture (1898)

## Galerie de imagini

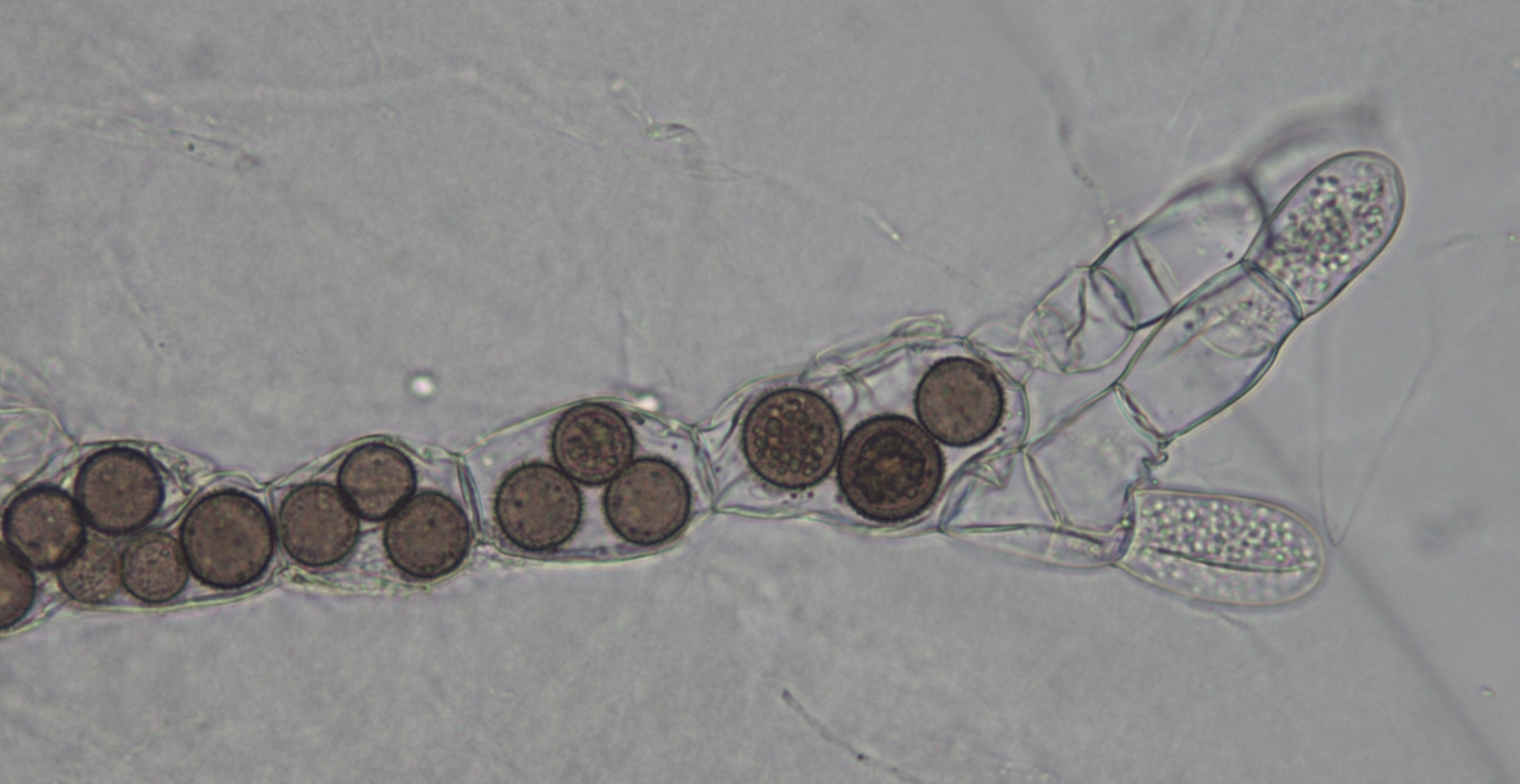
Rozella allomycis
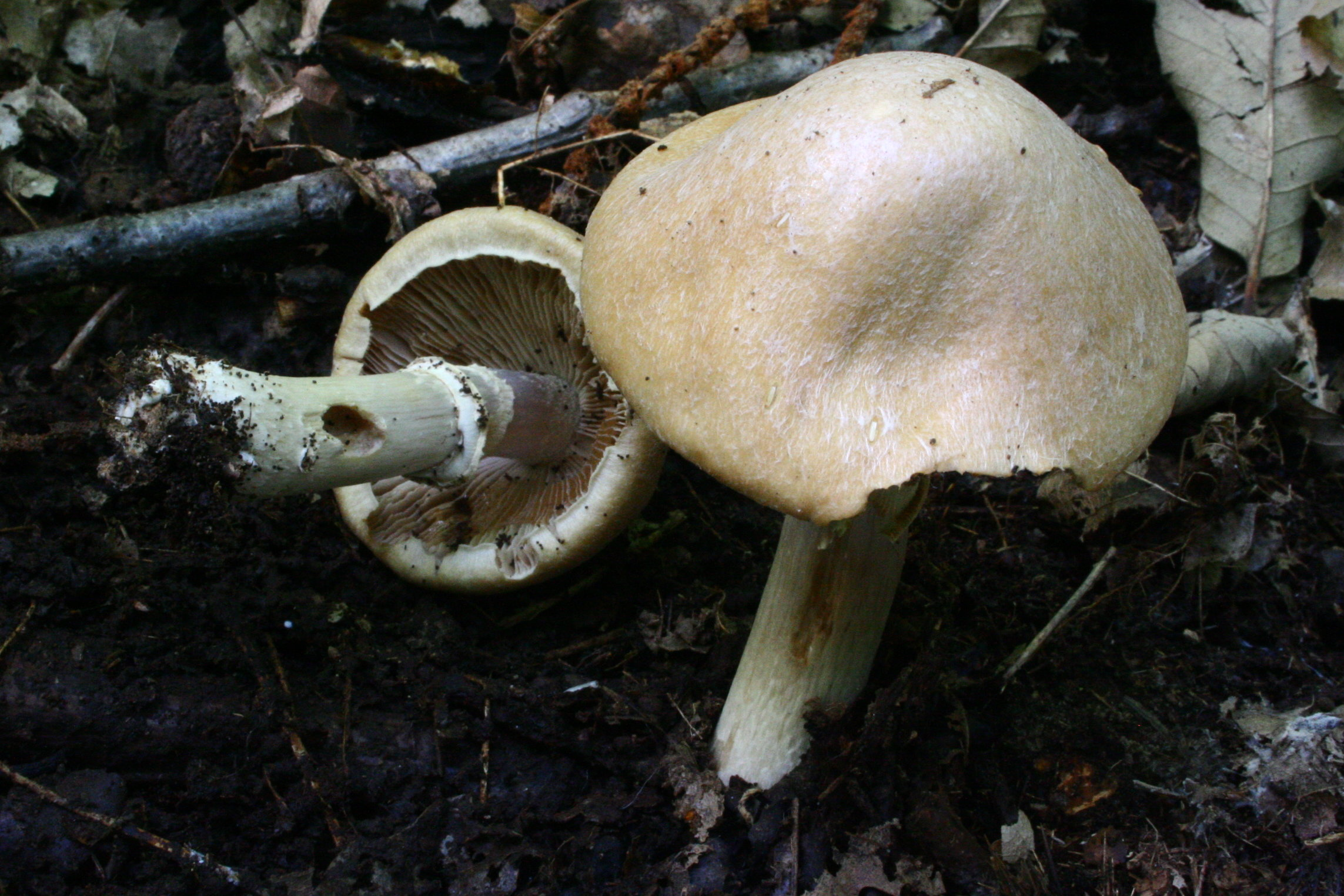
Rozites caperata
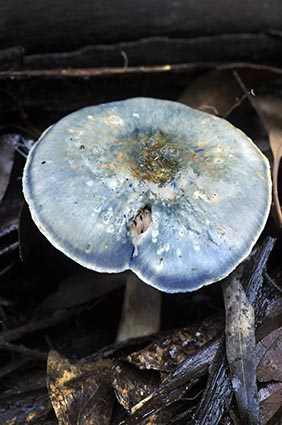
Rozites metallica
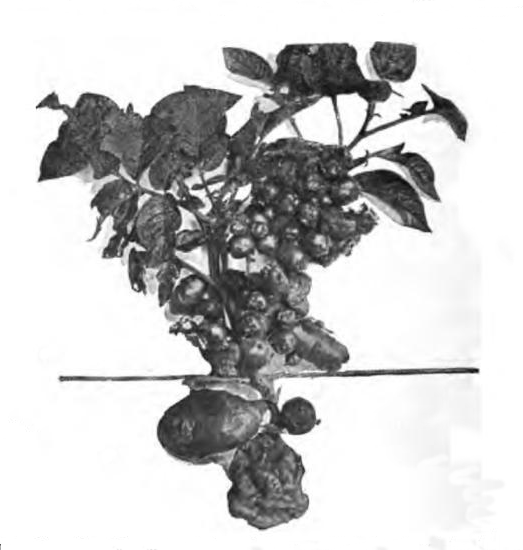
Roze, Plantă de cartofi
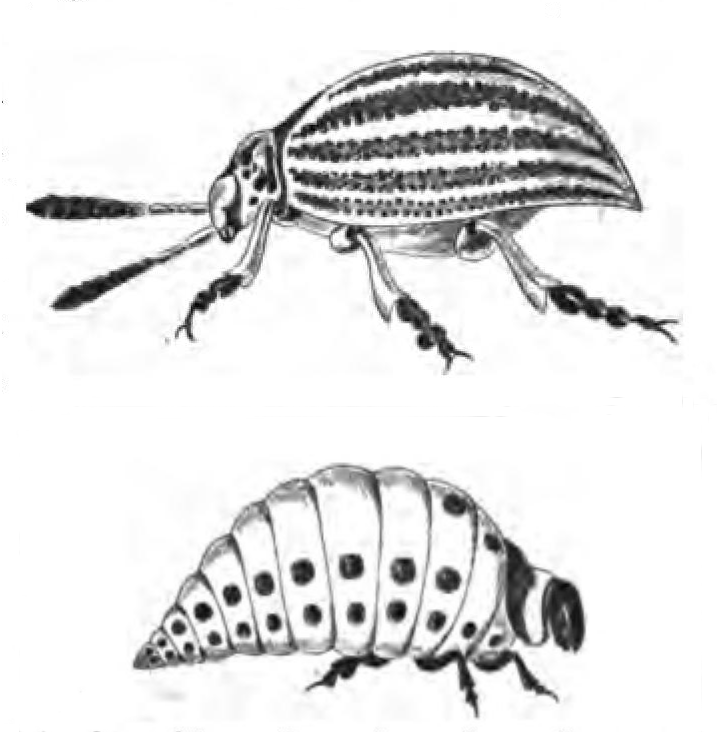
Roze, Gândac de Colorado

## Publicații (selecție)
- Fleurs de printemps : Premières poésies, Editura Nolet, Paris 1855
- Les fougères : choix des espèces les plus remarquables pour la décoration des serres, parcs, jardins et salons, précédé de leur histoire botanique & horticole, Editura Jules Rothschild, Paris 1867-1868, împreună cu Auguste Rivière, și Édouard François André
- Bryologie parisienne, récit de trois excursions aux environs de Beauvais, , Editura Martinet, Paris 1862, împreună cu L. Marcilly
- Sur deux nouveaux types génériques pour les familles des Saprolégniées et des Péronosporées, în: Bibliothèque de l'École des
- De la Fécondation chez les cryptogames supérieurs et en particulier chez les sphaignes, în: Bulletin de la Société Mycologique de France, vol. 19, Paris, februarie 1872, p. 91-102, o placă
- De l'Influence de l'étude des myxomycètes sur les progrès de la physiologie végétale, Editura E. Martinet, Paris 1872
- Sur deux nouveaux types génériques pour les familles des Saprolegniées et des Péronosporées, Editura E. Martinet, Paris 1872, împreună cu Maxime Cornu
- Des Myxomycètes et de leur place dans le système, Editura E. Martinet, Paris 1873
- Essai d'une nouvelle classification des agaricinées et catalogue des agaricinées observées aux environs de Paris, în: Bulletin de la Société Mycologique de France, vol. 23, Paris 1876, 17 pp.
- Atlas des champignons comestibles et vénéneux de la France et des pays circonvoisins : contenant 72 planches en couleur où sont représentées les figures de 229 types des principales espèces de champignons recherchées pour l'alimentation, et des espèces similaires suspectes ou dangereuses avec lesquelles elles sont confondues, Editura O. Doin, Paris, 1888, ilustrații de Charles Richon și Charles Rolet
- Recherches biologiques sur l'Azolla Filiculoides Lamk., în: Bulletin de la Société Botanique de France, vol. 35, nr. 8, 1888, p. 427-428lire en ligne
- Les espèces du genre Amylotrogus, parasites de la fécule, în: Bulletin de la Société Mycologique de France, vol. 13, 1897, p. 76-89, 1 placă
- Histoire de la pomme de terre traitée aux points de vue historique, biologique, pathologique, cultural et utilitaire, Editura Jules Rothschild, Paris 1898, cu multe ilustrații și figuri
- Charles de L'Escluse d'Arras, le propagateur de la pomme de terre au XVI×10{{{1}}} siècle : sa biographie et sa correspondance, Editura Jules Rothschild, Paris 1899
- Le Petit traité des champignons comestibles et pernicieux de la Hongrie, décrits au XVIe siècle par Charles de L'Escluze, d'Arras, Editura L. Declume, Lons-le-Saulnier 1899, 56 pp.
- Le Puccinia Chrysanthemi, cause de la rouille du Chrysanthemum indicum L., în: Bulletin de la Société Mycologique de France, vol. 16, 1900, p. 88-93